# Cesar Chavez (Teksas)
Cesar Chavez je naseljeno mjesto za statističke potrebe u američkoj saveznoj državi Teksas. Prema popisu stanovništva iz 2010. u njemu je živjelo 1.929 stanovnika.